# Celebrate the Bullet
Celebrate the Bullet är den brittiska skagruppen The Selecters andra album, släppt 1981 på Chrysalis Records.

## Låtlista
Sida 1
1. "(Who Likes) Facing Situations" (Neol Davies) – 3:31
2. "Deepwater" (Pauline Black) – 4:09
3. "Red Reflections" (Black) – 3:38
4. "Tell Me What's Wrong" (Arthur Hendrickson) – 3:29
5. "Bombscare" (Compton Amanor) – 3:04
6. "Washed Up and Left for Dead" (Davies) – 3:56

Side 2
1. "Celebrate the Bullet" (Davies) – 4:34
2. "Selling Out Your Future" (Amanor) – 3:59
3. "Cool Blue Lady" (Davies) – 3:30
4. "Their Dream Goes On" (Davies) – 3:42
5. "Bristol and Miami" (Black) – 4:57

## Medverkande
The Selecter
- Pauline Black – sång
- Neol Davis – gitarr
- Charley 'H' Bembridge – trummor
- Compton Amanor – sång, trummor
- Arthur "Gaps" Hendrickson – sång
- James Mackie – orgel
- Adam Williams – basgitarr

Bidragande musiker
- Norman Watt-Roy – basgitarr
- Barry Jones – trumpet
- Roger Comas – basgitarr